# Twenty8k
Twenty8k es una película de suspenso británica del año 2012 dirigida por David Kew y Neil Thompson e interpretada por Parminder Nagra, Jonas Armstrong y Stephen Dillane.

## Sinopsis
Una ejecutiva del mundo de la moda asentada en París tiene que retornar a Reino Unido cuando le dicen que su hermano ha sido arrestado por un tiroteo en el este de Londres.

## Reparto
- Parminder Nagra como Deeva Jani.[1]
- Jonas Armstrong como Clint O'Connor.[1]
- Nichola Burley como Andrea Patterson.[2]
- Kaya Scodelario como Sally Weaver.[3]
- Michael Socha como Tony Marchetto.[2]
- Kierston Wareing como Francesca Marchetto.[2]
- Stephen Dillane como DCI Edward Stone.[1]
- Nathalie Emmanuel como Carla.[1]